# Richard Mulligan

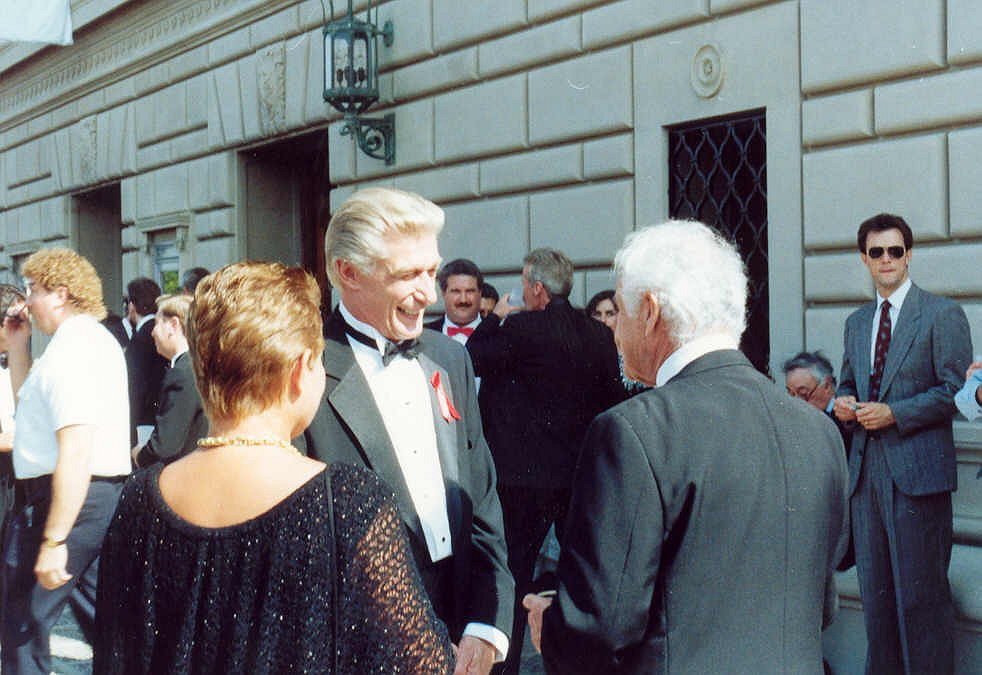
Richard Mulligan (in der Mitte) bei der Emmy-Verleihung 1991

Richard Mulligan (* 13. November 1932 in New York, USA; † 26. September 2000 in Los Angeles, Kalifornien) war ein US-amerikanischer Schauspieler im Theater, Film und im Fernsehen. Er war der jüngere Bruder des Filmregisseurs Robert Mulligan. Im Fernsehen war Mulligan in verschiedenen TV-Serien zu sehen, unter anderem von 1977 bis 1981 in der Sitcom Soap – Trautes Heim und von 1988 bis 1995 in der erfolgreichen Sitcom Harrys Nest.

## Karriere
Nach einem Studium an der Columbia University begann Mulligan, am Theater zu arbeiten und hatte 1960 sein Bühnendebüt in dem Stück All the way home von Tad Mosel, nach einem Roman von James Agee. 1966 spielte er in dem Film Die Clique von Sidney Lumet neben Candice Bergen, Larry Hagman, Joanna Pettet und Joan Hackett, seiner späteren zweiten Ehefrau, eine der Hauptrollen. In der nur 16 Episoden umfassenden Fernsehserie The Hero spielte er von 1966 bis 1967 neben Mariette Hartley die männliche Hauptrolle. 1970 war Mulligan als General Custer in dem Film Little Big Man von Arthur Penn zu sehen.
Von 1977 bis 1981 spielte er in der Seifenoper Soap – Trautes Heim die Rolle des Burt Campbell. 1980 wurde er für diese Rolle mit einem Emmy Award ausgezeichnet. Nachdem die Serie wegen Unstimmigkeiten mit der Produktionsfirma kurzfristig abgesetzt worden war, hatte er in den darauffolgenden Jahren vorwiegend Nebenrollen in Film- und Fernsehproduktionen. Eine Ausnahme war seine Hauptrolle in Blake Edwards’ Film S.O.B. – Hollywoods letzter Heuler von 1981.
1988 war geplant, Mulligan in der zweiten Staffel von Raumschiff Enterprise: Das nächste Jahrhundert ein Alien verkörpern zu lassen. Die Rolle ging dann allerdings an den Schauspieler Earl Boen. Da man Mulligan dennoch würdigen wollte und das außerirdische Wesen bis dahin noch keinen Namen hatte, nannte man es Nagillum, ein Ananym des Namens Mulligan.
Von 1988 bis 1995 spielte er die Hauptrolle des Kinderarztes Dr. Harry Weston in der Fernsehserie Harrys Nest, für die er 1989 sowohl mit einem Emmy wie auch mit einem Golden Globe Award ausgezeichnet wurde.

## Privates
Mulligan war von 1955 bis 1960 mit seiner ersten Frau Patricia Jones verheiratet. Mit ihr hatte er einen Sohn, der sein einziges Kind blieb. Mit der Schauspielerin Joan Hackett war er von 1966 bis 1973 verheiratet. 1978 heiratete er ein drittes Mal, die Ehe mit Lenore Stevens hielt bis 1990. 1992 heiratete Mulligan die Pornodarstellerin Rachel Ryan, die mit bürgerlichen Namen Serina Robinson heißt; die Ehe mit ihr hielt jedoch nur bis 1993.
Im September 2000 starb Mulligan in Los Angeles im Alter von 67 Jahren an Darmkrebs.

## Filmografie (Auswahl)
- 1962: Preston & Preston (The Defenders, TV-Serie, 1 Folge)
- 1963: Verliebt in einen Fremden (Love with the Proper Stranger)
- 1966: Die Clique (The Group)
- 1969: Die Unbesiegten (The Undefeated)
- 1970: Little Big Man
- 1971: Bonanza (Folge 396: Weine nicht, mein Sohn)
- 1971: Polizeiarzt Simon Lark (Dr. Simon Locke, TV-Serie, 1 Folge)
- 1972: Harvey
- 1976: Unsere kleine Farm (Little House on the Prairie, eine Folge)
- 1976: Die haarsträubende Reise in einem verrückten Bus (The Big Bus)
- 1976: Drei Engel für Charlie (Charlie’s Angels, TV-Serie, Episode: Puppenspiele (Night Of The Strangler))
- 1977–1981: Soap – Trautes Heim (Soap, TV-Serie, 85 Folgen)
- 1979: Scavenger Hunt
- 1981: S.O.B. – Hollywoods letzter Heuler
- 1982: Der rosarote Panther wird gejagt (Trail of the Pink Panther)
- 1984: Micki & Maude
- 1984: Die Aufsässigen (Teachers)
- 1985: Zurück aus der Vergangenheit (The Heavenly Kid)
- 1986: Ärger, nichts als Ärger (A Fine Mess)
- 1986: Abenteuer im Spielzeugland (Babes in Toyland)
- 1986: Ein Engel auf Erden (Highway to Heaven, eine Folge)
- 1988–1989: Golden Girls (The Golden Girls, TV-Serie)
- 1988–1995: Harrys Nest (Empty Nest, TV-Serie)
- 1997: Skip und die Farm der sprechenden Tiere (Dog’s Best Friend)

## Auszeichnungen, Nominierungen und Ehrungen

### Emmy Award
- 1980: Emmy Award als bester Schauspieler für seine Rolle in der TV-Serie Soap – Trautes Heim
- 1981: Nominierung für den Emmy Award als bester Schauspieler für seine Rolle in der TV-Serie Soap – Trautes Heim
- 1989: Emmy Award als bester Schauspieler für seine Rolle in der TV-Serie Harrys Nest
- 1990: Nominierung für den Emmy Award als bester Schauspieler für seine Rolle in der TV-Serie Harrys Nest
- 1991: Nominierung für den Emmy Award als bester Schauspieler für seine Rolle in der TV-Serie Harrys Nest

### Golden Globe
- 1989: Golden Globe Award/Bester Serien-Hauptdarsteller – Komödie oder Musical für seine Rolle in der TV-Serie Harrys Nest
- 1990: Nominierung für den Golden Globe Award/Bester Serien-Hauptdarsteller – Komödie oder Musical für seine Rolle in der TV-Serie Harrys Nest
- 1991: Nominierung für den Golden Globe Award/Bester Serien-Hauptdarsteller – Komödie oder Musical für seine Rolle in der TV-Serie Harrys Nest

### Walk Of Fame
- Richard Mulligan hat einen Stern auf dem Hollywood Walk of Fame bei der Adresse 6777 Hollywood Boulevard.